# Prijateljsko uvjeravanje (1956.)
Prijateljsko uvjeravanje (eng. Friendly Persuasion) je američki film o Američkom građanskom ratu iz 1956. godine u kojem su glavne uloge ostvarili Gary Cooper, Dorothy McGuire, Anthony Perkins, Richard Eyer, Robert Middleton i Phyllis Love. Scenarij je napisao Michael Wilson, a temeljen je na istoimenoj knjizi iz 1945. godine autora Jessamyna Westa. Film je režirao William Wyler. Radnja filma vrti se oko miroljubive obitelji Kvekera u južnoj Indijani tijekom Američkog građanskog rata. Glava obitelji tijekom filma znantno se promijeni i započne podržavati rat.
U kino distribuciju film je krenuo bez potpisnika scenarija zbog toga što je Wilson stavljen na holivudsku crnu listu. Priznanje za napisani scenarij vraćeno mu je 1996. godine.

## Radnja
Jess Birdwell (Gary Cooper) je farmer i patrijarh obitelji Birdwell čiji je svjetonazor gotovo u konstantnom sukobu s ostatkom svijeta budući se radi o Kvekerima. Jessejeva supruga Eliza (Dorothy McGuire) je duboko religiozna žena i odlučna je u svom odupiranju bilo kakvom obliku nasilja. Jessejeva kćerka Mattie (Phyllis Love) želi ostati Kvekerica, ali se zaljubila u kavalirskog oficira Garda Jordana (Peter Mark Richman) iako se tome oštro protivi njezina majka. Jessejevo najmlađe dijete je "Little" Jess (Richard Eyer), živahni sin čiji komični sukob s kućnim ljubimcem njegove majke (guskom) Elizi izaziva konstantnu glavobolju. Najstariji Jessejev sin je Josh (Anthony Perkins), mladić rastrgan između svoje mržnje prema nasilju i uvjerenju da se, kako bi zaštitio svoju obitelj, mora pridružiti rezervnim snagama dobrovoljaca i boriti se protiv neprijatelja.
Publiku s obitelji upoznaje njezin najmlađi član, "Little" Jess koji vodi vječni rat s guskom - majčinim kućnim ljubimcem. Priča započinje kao lepršava i humoristična bajka o Kvekerima koji pokušavaju održati svoju vjeru i koji se pripremaju za sastanak Prvog dana. Cijeli sastanak poprimi izrazito depresivni ton kada vojnik Unije dođe u njihovu crkvu i upita kako muškarci Kvekeri mogu mirno sjediti dok pljačkaši (pripadnici vojske Konfederacije) pustoše njihove kuće i teroriziraju njihove obitelji. Posebno to pitanje usmjeri prema nekoliko mladića, sumnjajući u njihovu hrabrost i govoreći da se iza religije skrivaju isključivo zbog osobnog straha. Kada to isto pitanje usmjeri i prema mladom Joshu Birdwellu, ovaj mu priznaje da je to vjerojatno istina. Zbog njegove iskrenosti ostarjeli Kveker Purdy se naljuti budući smatra da onaj tko ne misli kao on zapravo nema pravo.
Radnja filma uskoro se vraća svom veselijem tonu dok pratimo Kvekere koji obavljaju svakodnevne zadatke iako je publika non-stop svjesna nadolazeće prijetnje Konfederacije. Kada njezini konjanici napokon dođu, situacija postaje smrtno ozbiljna. Jess radi na svojim poljima kada na horizontu vidi veliki oblak crnog dima; očigledno je netko zapalio nečiju kuću. Josh uskoro dolazi kući i govori svojoj obitelji da je njihova zajednica svedena na zemlju pepela i leševa. Josh vjeruje da mora krenuti u bitku, uvjerenje koje bi moglo uništiti cijelu obitelj. Eliza mu govori da ne smije okrenuti leđa religiji, jer bi to značilo da okreće leđa i njoj, ali otac Jess na stvari gleda drugačije i pokušava joj objasniti: "Čovjekov život ne vrijedi pišljivog boba ako ne drži do svojih uvjerenja i savjesti."
Pripadnici vojske Konfederacije uskoro dolaze i opljačkaju njihovu farmu u trenutku dok su u kući prisutne samo Eliza i djeca. Kada Birdwellovog susjeda Sama Jordana (Robert Middleton) napadnu pobunjenici, Jess je primoran suočiti se s njegovim ubojicom. Za to vrijeme Josh se nađe u bitki kojom pokušavaju zaustaviti daljnji prodor pobunjenika. Kako se približava vrhunac filma, svaki član obitelji primoran je suočiti se s pitanjem je li Kršćaninu dopušteno u bilo kojem trenutku krenuti u nasilje.

## Vanjske poveznice
- Prijateljsko uvjeravanje u internetskoj bazi filmova IMDb-a